# Hôpital Bretonneau
Pour les articles homonymes, voir Bretonneau et Hôpital Bretonneau (Tours).
L’hôpital Bretonneau est un hôpital de l’Assistance publique - Hôpitaux de Paris (AP-HP) situé dans le 18e arrondissement de Paris, à l'intersection de la rue Carpeaux et de la rue Joseph-de-Maistre.
Il est conçu par l'architecte Paul Héneux.
Cet hôpital, qui portait le nom de Pierre Bretonneau, médecin français du début du XIXe siècle, proposait des soins de pédiatrie. 
Il est fermé à la fin des années 1980 pour fusionner avec l'hôpital Hérold. Cette fusion a donné naissance à l'hôpital Robert-Debré, dans le 19e arrondissement, qui a ouvert ses portes en 1988. Après sa fermeture, l'hôpital deviendra un squat artistique établi officiellement de 1990 à 1995, portant le nom de Hôpital éphémère.
L'hôpital ouvre à nouveau après une reconstruction partielle en accueillant les personnes âgées à partir de juillet 2001 et un centre d'odontologie.

## Gérontologie
Situé dans le 18e arrondissement, l’hôpital Bretonneau est depuis 2001 un hôpital destiné aux personnes âgées. Il a ouvert en 2006 dans un bâtiment entièrement rénové un centre dentaire composé de 42 fauteuils.
L’hôpital Bretonneau est destiné aux personnes âgées et offre 205 lits d'hospitalisation et 30 places en hôpital de jour :
- 31 lits de court séjour gériatrique
- une unité de soins palliatifs de 9 lits
- 91 lits de soins de suite et réadaptation
- 75 lits de soins de longue durée
- un hôpital de jour de cinq places d’évaluation et bilans et de 20 places de suivi et réadaptation. L’hôpital de jour fonctionne en étroite relation avec la consultation mémoire.

Ces lits se répartissent en trois structures correspondant à des filières de prises en charge différentes :
- un service de gériatrie assurant l’aval des urgences et la prise en charge des polypathologies liées au grand âge dont une unité orientée vers la prise en charge des AVC ;
- le service de psychogériatrie prenant en charge les patients atteints de troubles du comportement à toutes les étapes de l’évolution de ces maladies. Ce service dispose d’une unité cognitivo-comportementale (UCC) et d’une unité d’hébergement renforcé (UHR) ;
- l’hôpital de jour complète l’offre de soins en facilitant le suivi post-hospitalisation et permettant de retarder l’hospitalisation par une prise en charge en ambulatoire de certaines pathologies. Les lits sont répartis en 14 maisonnées de 15 personnes dont la taille permet de reconstituer des liens et une vie sociale autour de la maîtresse de maison qui a pour mission de préparer les repas, d’accompagner les animations, de veiller à la décoration des lieux. L’hôpital Bretonneau dispose de 90 % de chambres individuelles.

Les consultations externes présentent également une spécialité gériatrique, avec une consultation mémoire notamment.
L’hôpital Bretonneau a développé l’évaluation et le conseil en gérontologie, psychiatrie, soins infirmiers, ergothérapie et psychologie à destination d’une vingtaine d’EHPAD associés par convention et des évaluations gériatriques à domicile en partenariat avec le PPE-CLIC[Quoi ?]. L’hôpital propose un accompagnement des aidants naturels et professionnels par des formations et ateliers organisés au CEGVH. Le PPE-CLIC de l’arrondissement hébergé dans ses murs anime un réseau actifs de personnes âgées et dispense des formations, des informations, des actions de prévention à destination des personnes vivant à domicile et âgées de plus de 65 ans.
Au début du XXIe siècle, l'organisation de l'Assistance publique-Hôpitaux de Paris l'inscrit au groupe des « Hôpitaux Universitaires Paris Nord Val de Seine ».

## Odontologie
- Le Centre dentaire de 41 fauteuils propose la prise en charge de tous les traitements dans le domaine bucco-dentaire, le mercredi étant consacré aux enfants.

## Accès
Ce site est desservi par la ligne de bus 95, arrêt Jacques-Froment, ainsi que par les stations de métro La Fourche, Guy Môquet et Lamarck - Caulaincourt.